# Charaxes limboexstans
Charaxes limboexstans är en fjärilsart som beskrevs av Ruggero Verity 1950. Charaxes limboexstans ingår i släktet Charaxes och familjen praktfjärilar. Inga underarter finns listade i Catalogue of Life.